# Cristin Milioti

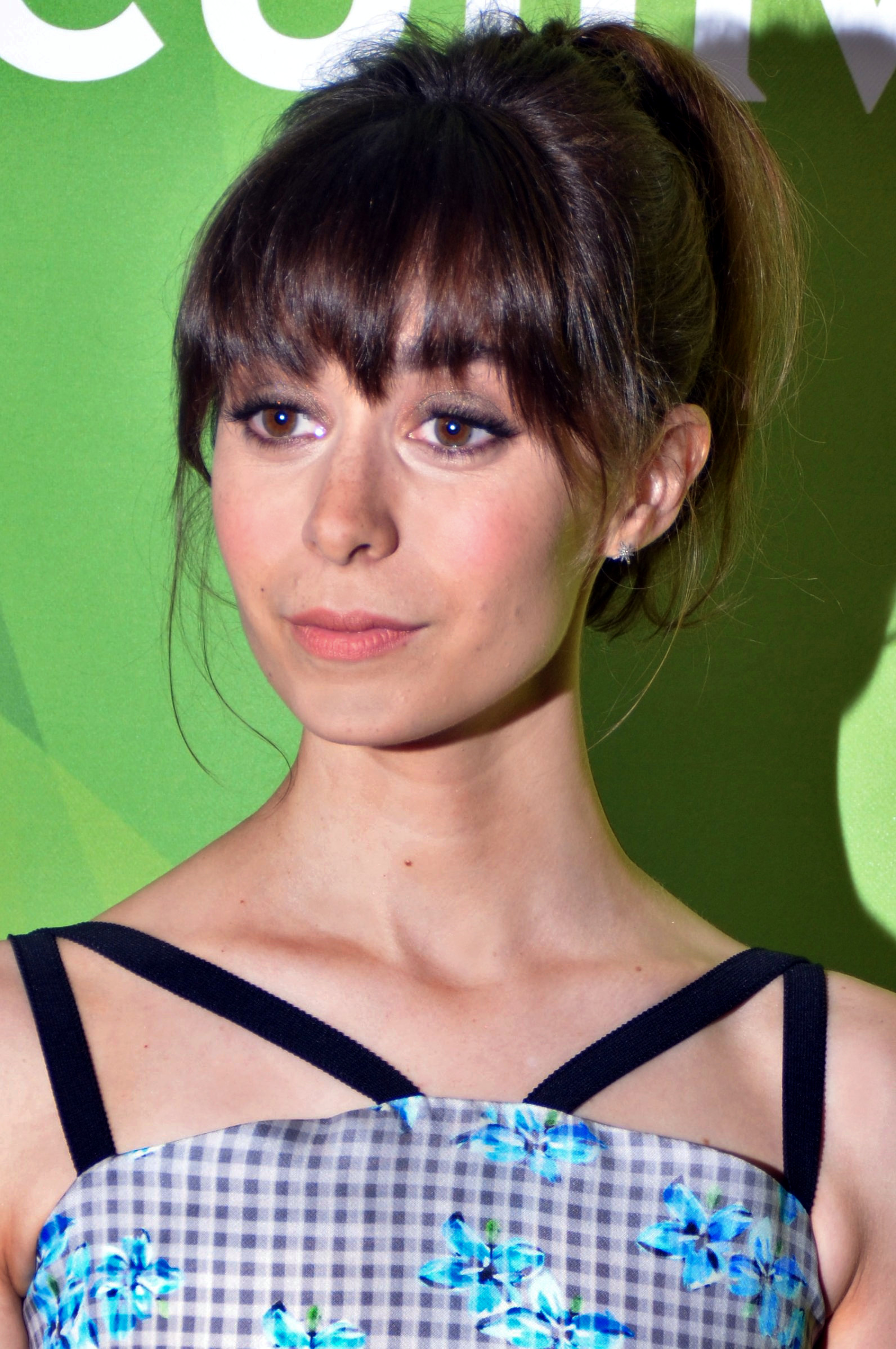
Cristin Milioti im Juli 2014

Cristin Milioti (* 16. August 1985 in Cherry Hill, New Jersey) ist eine US-amerikanische Schauspielerin. Milioti wurde durch Hauptrollen in Theater- und Musicalproduktionen am Broadway bekannt und erlangte 2012 eine Tony-Award-Nominierung für ihr Wirken im Musical Once. Bekannt wurde sie durch ihre Rolle der Mutter in How I Met Your Mother.

## Leben

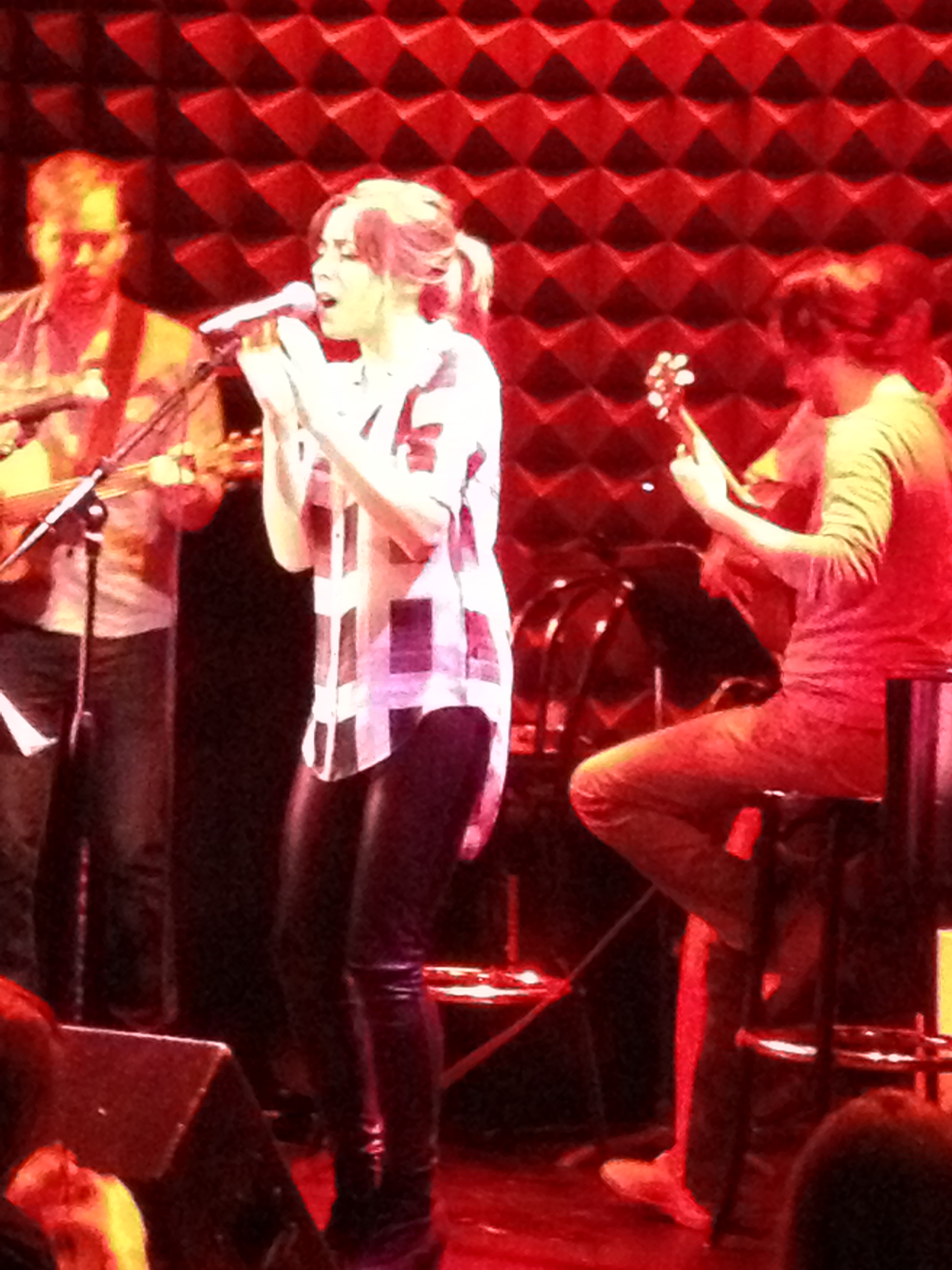
Cristin Milioti bei einem Auftritt in Joe’s Pub in New York im Mai 2013

Milioti wurde in Cherry Hill, New Jersey geboren. Sie erlangte ihren Highschool-Abschluss 2003 an der Cherry Hill High School East, wonach sie ein Jahr lang Schauspielunterricht an der New York University nahm. Zu sehen war sie auch in einigen amerikanischen Werbekampagnen, unter anderem für den Ford Edge. Sie trat außerdem in Fernsehserien wie 30 Rock und Filmen wie Greetings from the Shore auf. In der letzten Episode der achten Staffel von How I Met Your Mother ist sie als Tracy McConnell (die Mutter) zu sehen. Für die neunte und letzte Staffel der Serie wurde sie zur Hauptdarstellerin befördert. Im Dezember 2013 war sie als Jordan Belforts erste Frau Teresa Petrillo im Kinofilm The Wolf of Wall Street neben Leonardo DiCaprio zu sehen. Weitere Film- und Fernsehrollen folgten, darunter auch mit wiederkehrenden Charakteren. Ihr Schaffen umfasst mehr als 40 Produktionen.
Bei den Critics’ Choice Super Awards 2021 wurde Milioti für Palm Springs als Beste Schauspielerin in einem Science-Fiction- oder Fantasyfilm ausgezeichnet, die Hollywood Critics Association ehrte sie hierfür in der Kategorie Breakthrough Performance - Actress.
2024 spielte sie an der Seite von Colin Farrell in der Serie The Penguin die Rolle der Sofia Falcone. Für ihre Rolle erntete sie großes Lob und wurde für zahlreiche verschiedene Preise nominiert darunter den Golden Globe, den Screen Actors Guild Award, den Critics’ Choice Television Award und einen Saturn Award, wovon sie die letzten beiden gewann.

## Filmografie (Auswahl)
Schauspielerin
- 2006: 3 lbs (Fernsehserie, Folge 1x06)
- 2006–2007: Die Sopranos (The Sopranos, Fernsehserie, 3 Folgen)
- 2007: Greetings from the Shore
- 2009: The Unusuals (Fernsehserie, 3 Folgen)
- 2009: Year of the Carnivore
- 2010: Good Wife (The Good Wife, Fernsehserie, Folge 2x01)
- 2011: 30 Rock (Fernsehserie, Folge 5x16)
- 2011: Nurse Jackie (Fernsehserie, Folge 3x12)
- 2012: Sleepwalk with Me
- 2012: I Am Ben
- 2012: Schmerzensgeld – Wer reich sein will, muss leiden (The Brass Teapot)
- 2013: Bert and Arnie’s Guide to Friendship
- 2013: The Wolf of Wall Street
- 2013–2014: How I Met Your Mother (Fernsehserie, 14 Folgen)
- 2014: The Occupants – Sie wollen dein Leben (The Occupants)
- 2014–2015: A to Z (Fernsehserie, 13 Folgen)
- 2015: Family Guy (Fernsehserie, Folge 13x16, Stimme)
- 2015: Fargo (Fernsehserie, 6 Folgen)
- 2015–2016: The Mindy Project (Fernsehserie, 4 Folgen)
- 2016: The Venture Bros. (Fernsehserie, 2 Folgen, Stimme)
- 2017, 2025: Black Mirror (Fernsehserie, Folgen 4x01 und 7x06)
- 2019: Modern Love (Fernsehserie, 2 Folgen)
- 2020: Death to 2020
- 2020: Mythic Quest (Fernsehserie, Folge 1x05)
- 2020: Palm Springs
- 2021: Death to 2021
- 2021–2022: Made for Love (Fernsehserie, 16 Folgen)
- 2022: The Resort (Fernsehserie, 8 Folgen)
- 2023: Bob’s Burgers (Fernsehserie, Folge 13x20, Stimme von Alice)
- 2024: The Penguin (Miniserie, 8 Folgen)

Produzentin
- 2022: Made for Love (Fernsehserie)

## Auszeichnungen
Emmy
- 2025: Nominierung als beste Hauptdarstellerin – Miniserie, Anthalogieserie oder Fernsehfilm für The Penguin

Golden Globe Award
- 2025: Nominierung als beste Hauptdarstellerin – Mini-Serie oder TV-Film für The Penguin

Screen Actors Guild Award
- 2025: Nominierung als beste Darstellerin in einem Fernsehfilm oder Miniserie für The Penguin

Saturn Award
- 2025: Auszeichnung als beste TV-Nebendarstellerin für The Penguin

Satellite Award
- 2025: Nominierung als beste Hauptdarstellerin in einer Miniserie oder Fernsehfilm für The Penguin

Independent Spirit Award
- 2025: Nominierung als beste Hauptdarstellerin in einer Fernsehserie für The Penguin

Critics’ Choice Television Award
- 2016: Nominierung als beste Nebendarstellerin in einem Fernsehfilm oder einer Miniserie für Fargo
- 2025: Auszeichnung als beste Hauptdarstellerin in einer Miniserie oder Fernsehfilm für The Penguin

MTV Movie & TV Award
- 2018: Nominierung für die verängstigte Darbietung für Black Mirror

Critics’ Choice Super Award
- 2021: Beste Schauspielerin in einem Science-Fiction- oder Fantasyfilm für Palm Springs